# Simulium aestivum
Simulium aestivum is een muggensoort uit de familie van de kriebelmuggen (Simuliidae). De wetenschappelijke naam van de soort is voor het eerst geldig gepubliceerd in 1962 door Davies, Peterson, and Wood.